# Barebeekvallei
De Barebeekvallei is een natuurgebied tussen Muizen en Bonheiden.
Het is gesitueerd in de vallei van de Barebeek en omvat ongeveer 90 ha.
Dit gebied kan men bezoeken vanaf het bezoekerscentrum Natuurpark Mechels Rivierengebied van Natuurpunt, dat zich bevindt aan Muizenhoekstraat 7, op de rechteroever van de Dijle. Van daar uit zijn een tweetal wandelingen uitgezet.